# Foreste secche dell'Indocina centrale
Le foreste secche dell'Indocina centrale sono una vasta ecoregione di foreste aride tropicali e subtropicali di latifoglie del Sud-est asiatico.

## Territorio
L'ecoregione è costituita da un'area di tavolato e bassi bacini fluviali ripartita tra Cambogia, Laos, Thailandia e Vietnam. In particolare, essa include:
- in Thailandia, il vasto altopiano di Khorat, le più elevate piane del bacino fluviale del Chao Phraya, la fascia pedemontana della catena del Tenasserim e altre aree aride delle basse pendici dei Khun Tan, dei Phi Pan Nam e dei Phetchabun nel nord del Paese;
- nel Laos centrale e meridionale, l'ampia vallata del sistema fluviale del Mekong;
- in Cambogia, una vasta area di pianure aride nelle parti settentrionali, orientali e centro-meridionali del Paese;
- in Vietnam, le regioni montagnose dell'alto corso dei fiumi Tonlé San e Srepok.[1]

L'ecoregione si estende attraverso le zone più aride dell'Indocina, che ricevono 1000–1500 mm di pioggia all'anno e sono caratterizzate da una lunga stagione secca durante la quale si verificano regolarmente incendi nel sottobosco, alcuni dei quali appiccati intenzionalmente per creare nuovi terreni agricoli o stanare la selvaggina.
Vaste aree di questa ecoregione, soprattutto in Thailandia, sono densamente popolate e vengono destinate all'agricoltura e agli insediamenti urbani.

## Flora

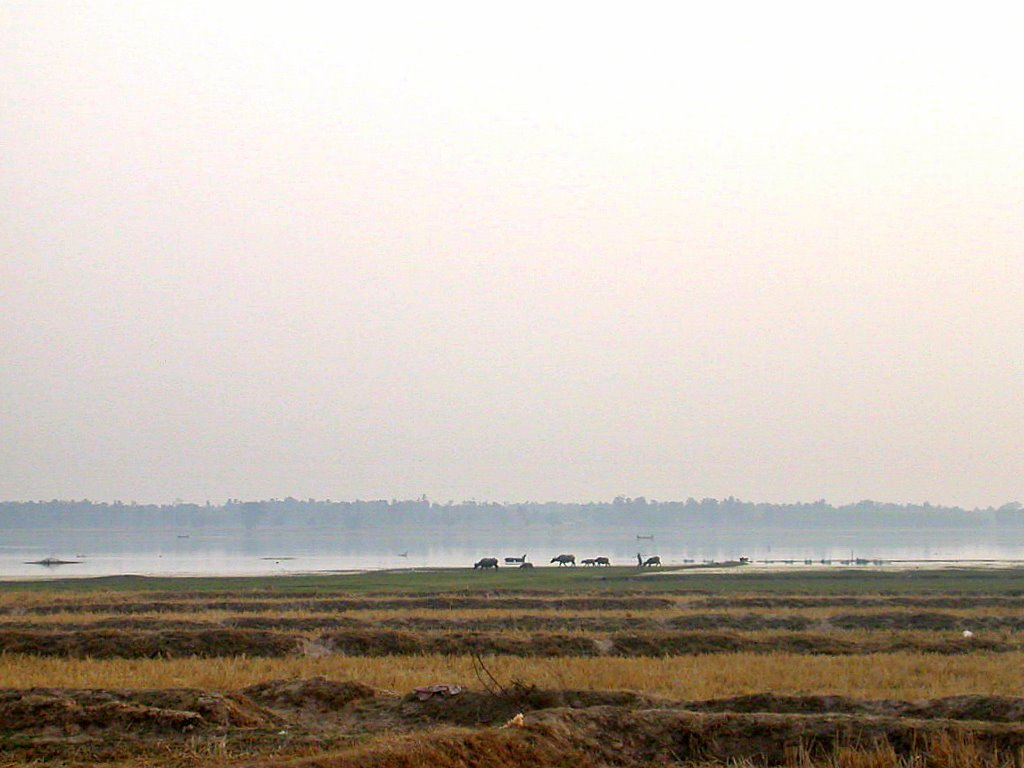
Paesaggio presso l'altopiano di Khorat (Thailandia)

Se in Cambogia nord-orientale rimangono vaste porzioni di foresta, buona parte dell'originale copertura decidua di dipterocarpi è oggigiorno andata perduta nelle altre aree, specialmente in Thailandia, Laos e Vietnam. Le aree forestali rimaste sono quindi caratterizzate da una grande varietà di habitat diversi e pertanto da una vasta gamma di specie arboree e di sottobosco.

## Fauna
I tratti di foresta rimasti ospitano alcuni grandi mammiferi, tra cui l'elefante asiatico (Elephas maximus), il bufalo indiano (Bubalus arnee), il tameng (Rucervus eldii) e ben tre specie di bovini selvatici, il gaur (Bos gaurus), il banteng (B. javanicus) e il couprey (B. sauveli). In passato grandi branchi di questi erbivori erano diffusi in tutta la regione e venivano predati da tigri (Panthera tigris), leopardi (P. pardus), leopardi nebulosi (Neofelis nebulosa) e cuon (Cuon alpinus), ma la perdita di habitat e la caccia hanno seriamente ridotto il numero di tutti questi animali, molti dei quali sono oggi in pericolo di estinzione, come il rarissimo couprey; scomparsi dalla regione, come il rinoceronte di Giava (Rhinoceros sondaicus) e il rinoceronte di Sumatra (Dicerorhinus sumatrensis); o addirittura estinti, come il cervo di Schomburgk (Rucervus schomburgki).
Altri mammiferi presenti nella regione sono il gibbone dal berretto, due specie di colobini (il presbite dalla cresta e il presbite di Phayre), l'orso malese e due specie endemiche di pipistrelli vespertilionidi – il pipistrello del Sichuan (Myotis altarium) e il pipistrello cinese (Hypsugo pulveratus).
Nella regione vivono 500 specie di uccelli, tra cui la rondine di fiume occhibianchi (Pseudochelidon sirintarae), gravemente minacciata e forse estinta, l'endemico garrulo facciagrigia (Mixornis kelleyi), l'otarda del Bengala (Houbaropsis bengalensis), in pericolo di estinzione, il marabù maggiore asiatico (Leptoptilos dubius) e l'ibis spalle bianche (Pseudibis davisoni). Altri uccelli che vivono nelle poche aree boschive rimaste sono il fagiano argentato (Lophura nycthemera), il fagiano siamese (L. diardi), il fagiano della signora Hume (Syrmaticus humiae), lo speroniere della Birmania (Polyplectron bicalcaratum), la gru antigone (Antigone antigone), il bucero maggiore (Buceros bicornis), il bucero di Austen (Anorrhinus austeni) e il bucero ondulato (Rhyticeros undulatus).
Le popolazioni di rettili e anfibi richiedono ulteriori studi, ma molto probabilmente anch'esse includono specie endemiche come la tartaruga guscio molle gigante di Cantor (Pelochelys cantorii), in grave pericolo di estinzione, due gechi (Gehyra lacerata e Gekko petricolus) e lo scinco del Korat (Lygosoma koratense).

## Conservazione
Azioni di conservazione attiva sono necessarie per mantenere intatti e collegati ampi tratti dell'habitat rimanente, anziché frammentarli in piccole aree. Ciò è particolarmente importante per la sopravvivenza delle restanti popolazioni di tigri in natura. Circa il 6% dell'ecoregione è protetto; le aree protette più grandi sono i santuari faunistici di Kulen Promtep, Lomphat e Phnom Prich in Cambogia e l'area nazionale di conservazione della biodiversità di Xe Piane in Laos.